# Gisulfo II del Friul
Gisulfo II fue el duque del Friul desde alrededor del 591 hasta su muerte en el 611. Era el hijo y sucesor de Gisulfo I.
Gisulfo y Gaidoaldo de Trento estaban en desacuerdo con el rey Agilulfo hasta que hicieron la paz en 602 o 603. Gisulfo también se alió con los Ávaros caucásicos con quien hizo la guerra a Istria.
Gisulfo estuvo involucrado en la iglesia local. Los "obispos cismáticos de Istria y Venecia", como Pablo el Diácono los llama, solicitaron la protección de Gisulfo. El duque también participó en la confirmación de la sucesión de Candidiano al patriarcado de Aquilea en 606.
El acontecimiento más importante de su reinado se produjo probablemente en 611. Cuando los ávaros invadieron Italia, y el territorio de Gisulfo fue el primero por el que pasaron. Gisulfo convocó a un gran ejército y fue a su encuentro. Sin embargo los ávaros eran una fuerza más grande y pronto abrumaron a los lombardos. Gisulfo murió en la batalla, y su ducado fue invadido. Dejó cuatro hijos y cuatro hijas de su esposa Romilda (o Ramhilde). Sus dos hijos mayores, Taso y Caco, le sucedieron.
Los hijos menores de Gisulfo, Radoaldo y Grimoaldo, huyeron a la corte de Arechis I de Benevento, un pariente de Gisulfo y con el tiempo ambos se convirtieron en duques de Benevento, a su vez, Grimoaldo incluso se convirtió en rey. Gisulfo dejó dos hijas, Appa y Geila (o Gaila). Pablo el Diácono dice que se casaron con el rey de los alamanes (incierto) y otra con el Príncipe de los bávaros, probablemente Garibaldo II de Baviera, pero no identifica quien se casó con quién.